# رافع يحيى
رافع يحي هو أكاديمي وكاتب فلسطيني وُلد في بلدة إكسال قضاء مدينة الناصرة في عام 1966م. حصل على شهادة بكالوريوس (B.A) في موضوعَي اللّغةِ العربيّةِ والتّاريخِ سنة 1987م، وشهادة إجازة مرافعة شرعيّة سنة1992م، وشهادة إدارة سلطات محليّة من جامعة حيفا سنة 1998م، وشهادة ماجستير (M.A) في اللّغة العربيّة من جامعة حيفا سنة 2000م. كما يَحمل شهادة الدّكتوراه من جامعة اليرموك في الأردن.

## حياته العملية والعلمية
يعمل محاضرًا في الكلّيّة العربيّة للتّربية حيفا، وأكاديميّة القاسِمي في باقة الغربيّة: لغة عربية وأدب أطفال. يشغل عدة مناصب منها: مدير مركز أدب الأطفال العربيّ- أكاديميّة القاسِمي / باقة الغربيّة، رئيس جَمعيّة أصدقاء الطّفولة، عضو الهيئة التأسيسيّة لاتّحاد الكتّاب العرب في الإنترنت عضو هيئة تَحرير مَجلّة مواقف ومؤسّس ومدير موقع أدب الأطفال العربيّ: www.adabatfal.com.

## جوائز
حصل على جائزة ميلر التّقديريّة من جامعة حيفا سنة 1997م، وحصل على جائزة تفرّغ لِمدّة سنتين سنة 1994م من اتّحاد الكتّاب، كما حصل على جائزة التّفرّغ والإبداع سنة 2004م.

## أعماله[2]
- مجموعات قصصيَة: درب الآلام (1989). انتظاركم قدَري (1991). القنديل والرّيح (1993). الحصان الأبيض (1996).
- روايات: الطّريق إلى الصّباح (1994). بيت على ورق- نوفيلا (1996).
- قصص للأطفال: نرجس وسرّ النّبتة الخضراء (1997). الصّيصان السّحريّة (2000). كيس الفرح (2001).
- مجموعة شعريّة قيد الإنجاز.